# Isocyrtella
Isocyrtella is een geslacht van vliesvleugeligen uit de familie Pteromalidae. De wetenschappelijke naam van dit geslacht is voor het eerst geldig gepubliceerd in 1955 door Risbec.

## Soorten
Het geslacht Isocyrtella is monotypisch en omvat slechts de volgende soort:
- Isocyrtella jeanneli Risbec, 1955